# Cliffhanger (film)
Cliffhanger – Svindlande avgrund (originaltitel: Cliffhanger) är en amerikansk action- och äventyrsfilm som hade biopremiär i USA den 28 maj 1993. Filmen, som regisserades av finländaren Renny Harlin, var en stor kommersiell framgång och spelade in över 250 miljoner dollar.
Filmen följer en kapplöpning i Klippiga bergen mellan ett par bergsklättrare och en grupp förhärdade internationella brottslingar efter tre borttappade väskor från det amerikanska finansdepartementet innehållandes 100 miljoner dollar och har Sylvester Stallone och John Lithgow i huvudrollerna.

## Handling
Gabe Walker är en bergsklättrare som jobbar för Rocky Mountain Rescue i de södra delarna av Klippiga bergen. En dag ska han och några kollegor utföra ett vanligt rutinuppdrag, men något går hemskt fel där högt uppe i bergen.
Åtta månader senare kommer Gabe tillbaka hem efter att ha arbetat i Denver, med avsikten att försöka övertala sin flickvän Jessie att följa med honom därifrån. Räddningscentralen får samtidigt ett radioanrop om att fem bergsklättrare gått vilse i en storm uppe i bergen, och Gabe ger sig något motvilligt upp i bergen igen för att hjälpa sin tidigare kollega Hal under räddningsarbetet, men det visar sig vara ett falskt nödanrop av en liga internationella terrorister på jakt efter sina borttappade pengar. Gabe Walker lyckas frigöra sig från ligan och inleder själv jakten på pengarna för att rädda sin vän.

## Rollista
| Sylvester Stallone    | – Gabe Walker                            |
| John Lithgow          | – Eric Qualen                            |
| Michael Rooker        | – Hal Tucker                             |
| Janine Turner         | – Jessie Deighan                         |
| Rex Linn              | – Agent Richard Travers                  |
| Caroline Goodall      | – Kristel                                |
| Ralph Waite           | – Frank                                  |
| Leon Robinson         | – Kynette                                |
| Craig Fairbrass       | – Delmar                                 |
| Gregory Scott Cummins | – Ryan                                   |
| Denis Forest          | – Heldon                                 |
| Paul Winfield         | – Walter Wright                          |
| Max Perlich           | – Evan                                   |
| Trey Brownell         | – Brett                                  |
| Michelle Joyner       | – Sarah                                  |
| Vyto Ruginis          | – Agent Matheson                         |
| John Finn             | – Agent Michaels                         |
| Scott Hoxby           | – Agent Hayes                            |
| Zach Grenier          | – Davis                                  |
| Don S. Davis          | – Stuart                                 |
| Bruce McGill          | – Agent på finansdepartementet           |
| Rosemary Dunsmore     | – Sekreterare på finansdepartementet     |
| Kim Robillard         | – Jetpilot på finansdepartementet        |
| Duncan Prentice       | – Helikopterpilot på finansdepartementet |
| Jeff McCarthy         | – Pilot                                  |
| Mike Weis             | – Andrepilot                             |
| Kevin Donald          | – Ray                                    |
| Jeff Blynn            | – Marvin                                 |
| Thor                  | – Thor                                   |
| Wolfgang Güllich      | – Gabe Walker (stuntdubbel)              |
| Ron Kauk              | – Gabe Walker (stuntdubbel)              |
| Simon Crane           | – Agent Richard Travers (stuntdubbel)    |

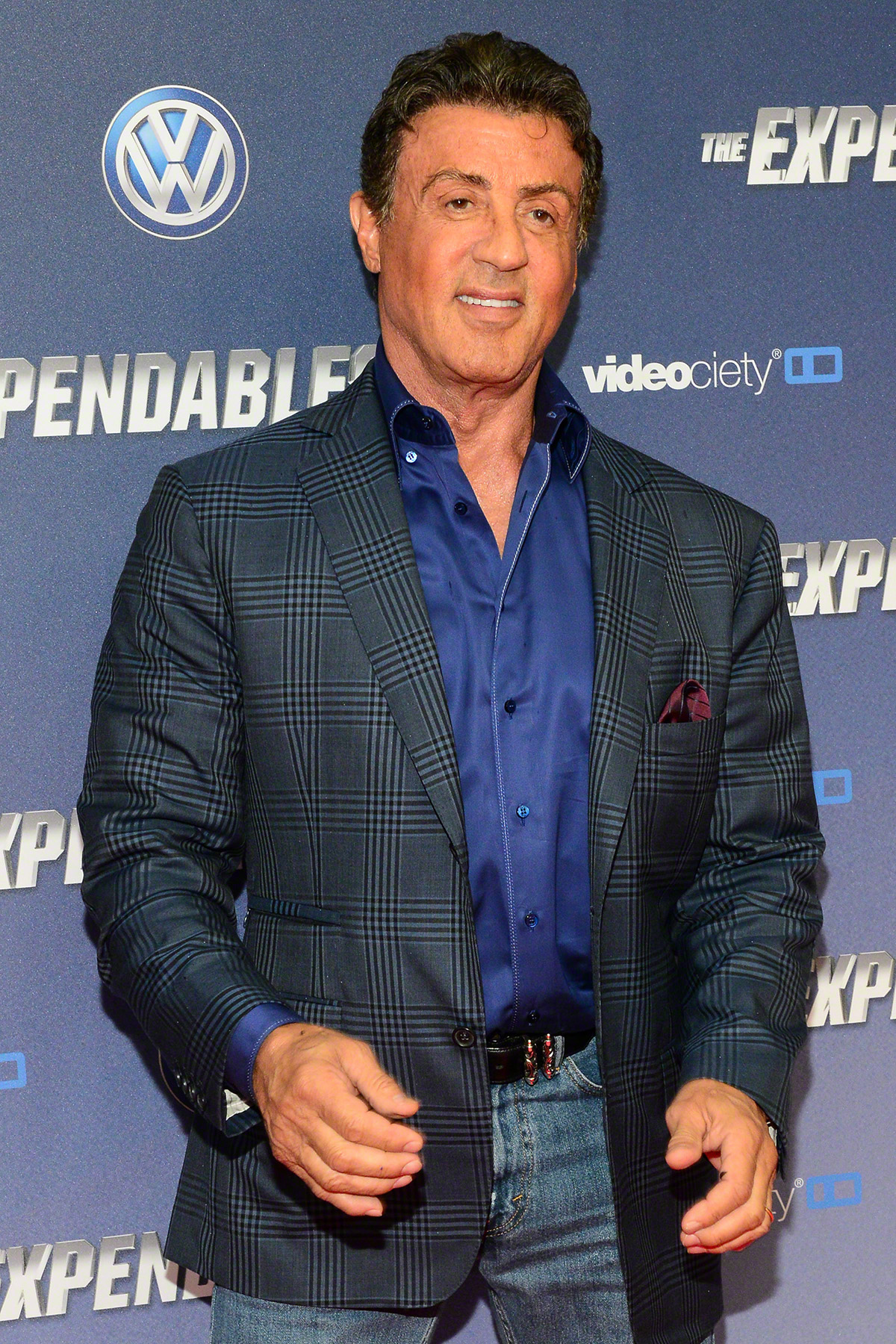
Sylvester Stallone
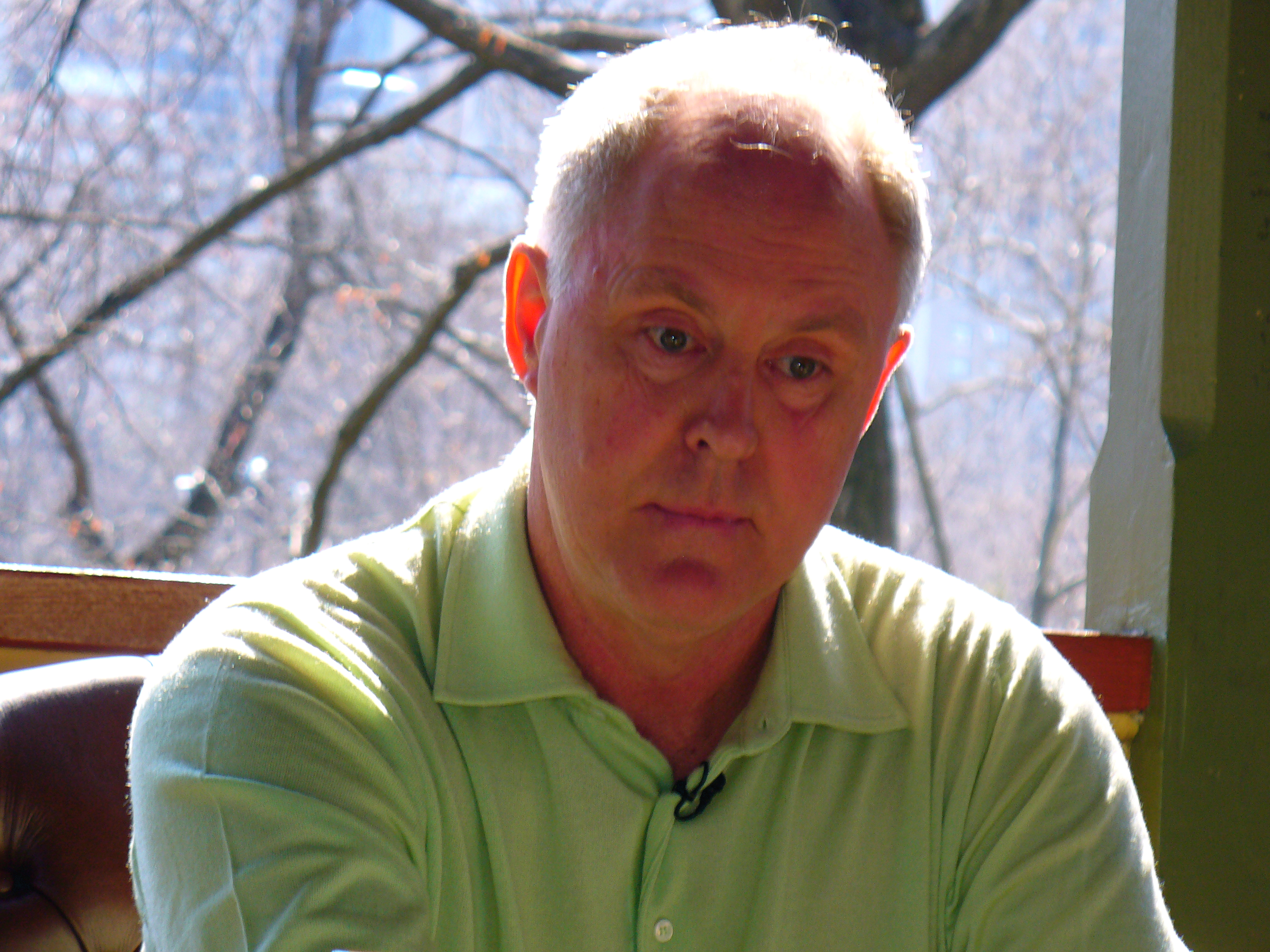
John Lithgow
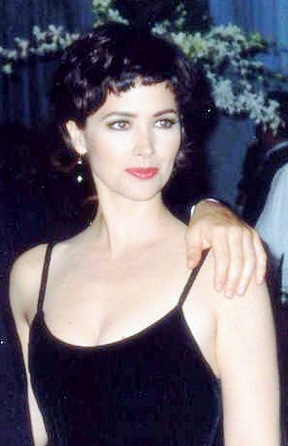
Janine Turner
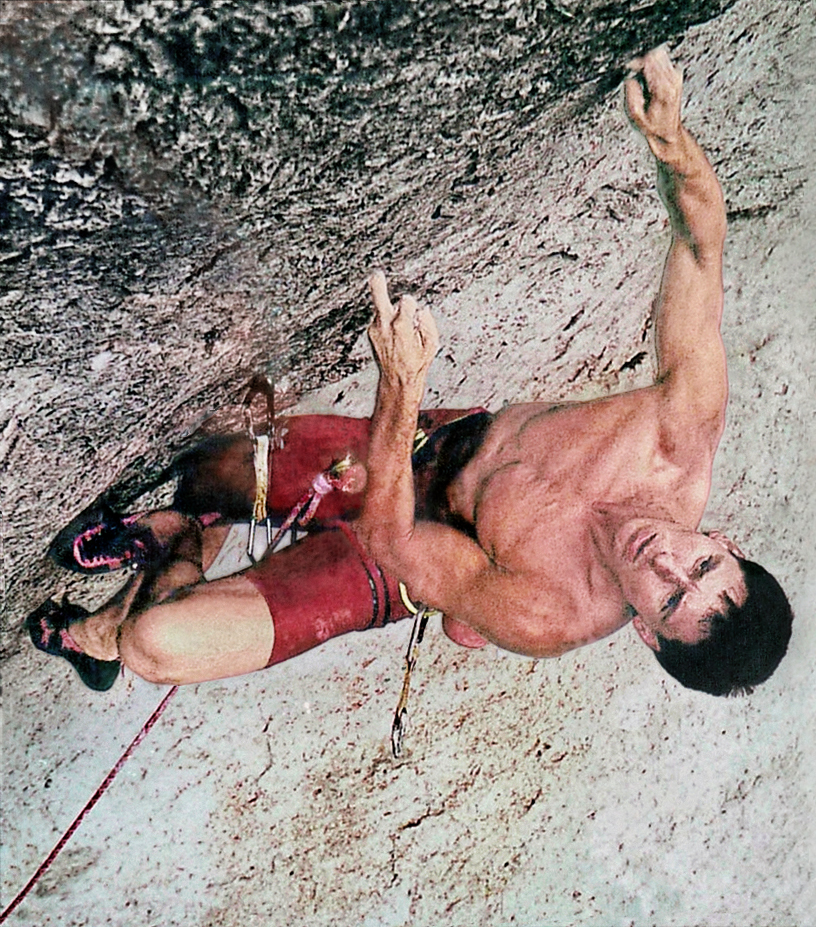
Wolfgang Güllich
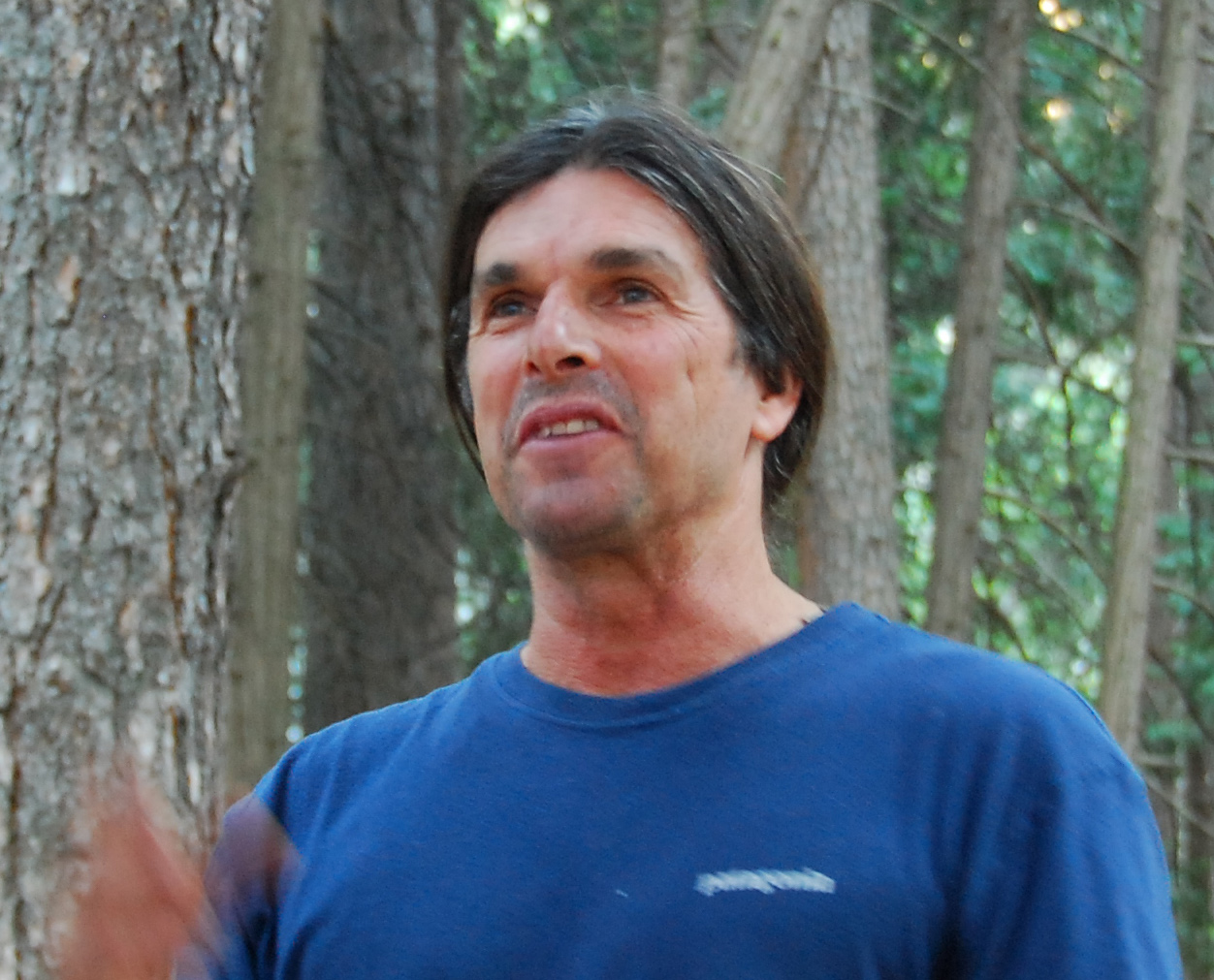
Ron Kauk

## Produktion
Filmens manuskript skrevs av Michael France och omarbetades senare av huvudrollsinnehavaren Sylvester Stallone. Historien är baserad på en förlaga (Rouge's Babylon) av den amerikanske bergsklättraren John Long. Ett tidigt inspelningsutkast från den 30 mars 1992 namngav också den engelsk-australiske manusförfattaren Terry Hayes som en bidragande manusförfattande kraft.
Regissören Renny Harlin berättade för den brittiska tidningen The Independent i samband med filmens amerikanska premiär att han inte ville göra en konventionell bergsklättringsfilm.
| ”                                                            | Jag kom till insikt om att bergsfilmer är väldigt tråkiga, på grund av att bergsklättringen är så långsam. I de flesta av dem så är tagningarna rätt simpla, mycket på grund av att bara riggningen av dem i sig är svår nog att utföra. Jag bestämde mig för att om jag skulle göra den här filmen så skulle jag flytta på kameran hela tiden och på det sättet skapa en svindelkänsla för publiken. | „ |
| – Renny Harlin om sin cinematografiska idé med Cliffhanger., | |   |

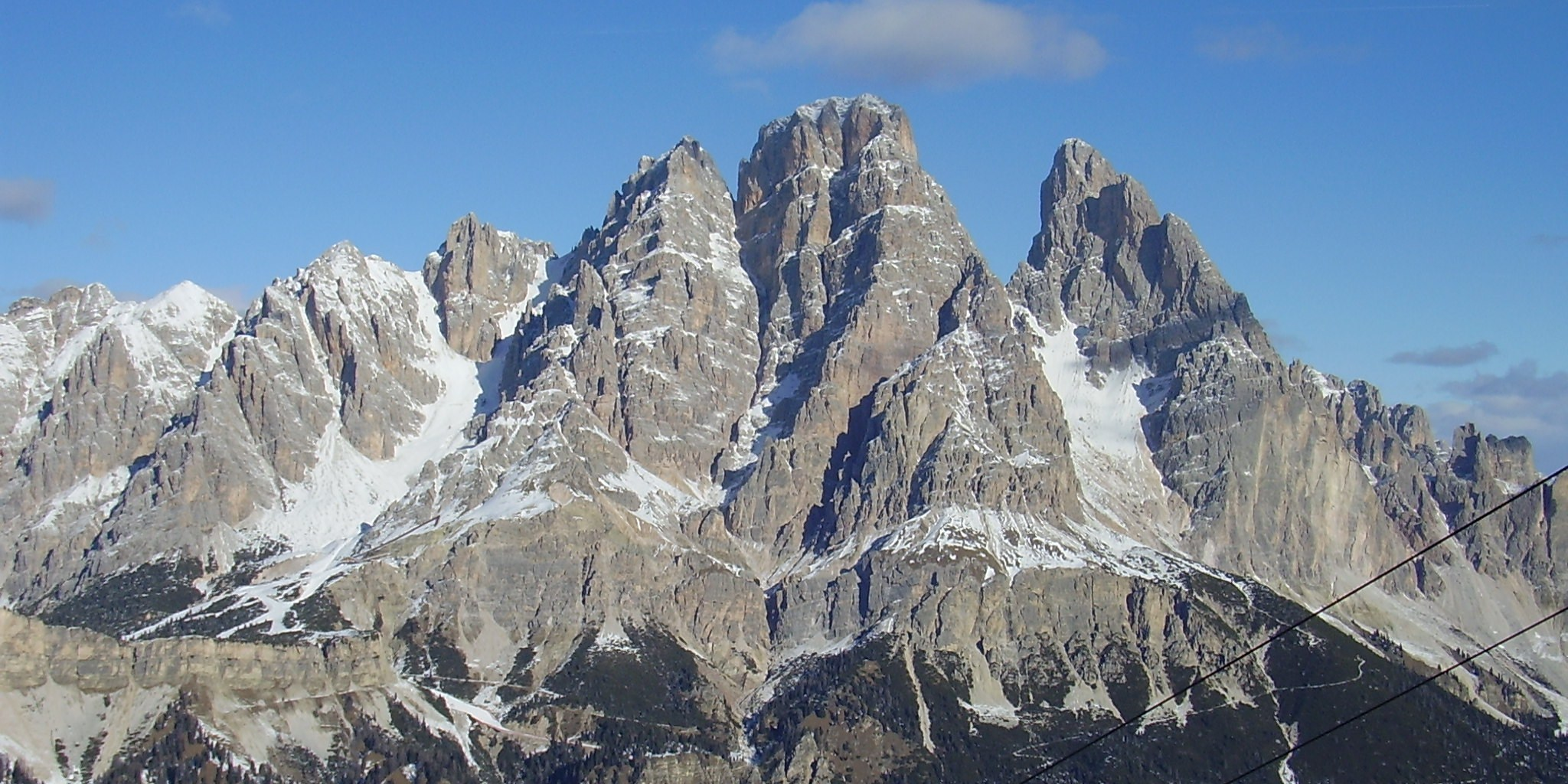
Berget Monte Cristallo i Dolomiterna där delar av filmen spelades in.

Harlin påpekade också att han inte alls gillar när andra filmregissörer har en spektakulär inspelningsplats till sitt förfogande men inte drar nytta av det genom att visa den helt ut i sina filmer. Enligt Harlin så bör man sätta samman tagningarna så att det syns att man verkligen är på plats, annars så kan man enligt Harlin lika gärna spela in filmen hemma i sitt eget badrum. Cliffhanger spelades in med kameror och linser från Panavision UK.
Trots att filmens handling utspelar sig i Klippiga bergen i Colorado så spelades filmen huvudsakligen in i de italienska Dolomiterna, i bergen i och omkring Cortina d'Ampezzo. De flesta klättringsscenerna spelades in vid bergsgruppen Tofane en bit väster om Cortina d'Ampezzo. Produktionsbolaget betalade 80 miljoner italienska lire för att få tillgång till alla befintliga inspelningsplatser, exempelvis den 27 meter långa hängbron Ponte Cristallo på berget Monte Cristallo. Filmens eftertexter listar förutom Cortina d'Ampezzo även den italienska huvudstaden Rom och Durango i sydvästra Colorado som inspelningsplatser. Innan filmskaparna bestämde sig för Italien så hade potentiella inspelningsplatser scoutats i Spanien, Österrike, Frankrike, Nya Zeeland, Kanada och USA. Inspelningarna i Cortina d'Ampezzo ägde rum mellan den 11 april och den 2 juni 1992 medan inspelningarna i Cinecitta Studios i Rom avslutades den 19 augusti 1992.

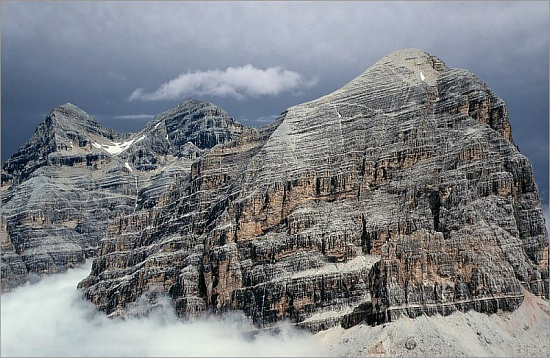
Ett berg i bergskedjan Tofane där de flesta klättringsscenerna spelades in.

Även om huvudrollsinnehavaren Sylvester Stallone medgav för Renny Harlin, på plats i Italien innan själva inspelningen av filmen ens hade börjat, att han led av höjdrädsla och inte tänkte ge sig upp högre i bergen än klackarna på sina egna cowboystövlar, så lyckades Harlin ändå övertyga Stallone om att själv ge sig upp på de högsta bergstopparna. Som högst var de uppe och filmade på omkring 3960 meters höjd.
Filmtidningen Screen International rapporterade den 22 november 1991 om att den nyzeeländske skådespelaren Sam Neill hade rollbesatts som Sylvester Stallones närmaste kollega i filmen, men rollen som Hal Tucker gick till sist till Michael Rooker som tidigare bland annats synts som seriemördare i Henry – en massmördare (1986) och som assisterande allmän åklagare i JFK (1991).
Den tyske bergsklättraren Wolfgang Güllich och den amerikanske diton Ron Kauk var bergsklättringsstand-ins för Sylvester Stallone i de mer avancerade klättringsscenerna. Kauk var även stand-in för Michael Rooker, Janine Turner och Leon Robinson. Güllich avled dock innan filmen fick premiär efter att han somnat vid ratten i sin bil på autobahn mellan München och Nürnberg och kört av vägen den 29 augusti 1992. Han dog två dagar senare, den 31 augusti, på ett sjukhus i Ingolstadt efter att aldrig ha återfått medvetandet. I filmens eftertexter tillägnas filmen Wolfgang Güllichs minne.
Scenen i vilken rollfiguren Richard Travers tar sig från det ena planet till det andra längs med en vajer filmades i USA då sådana stunttrick är olagliga i Europa. Stunttricket, som kostade över en miljon dollar att filma och som förevigades på en höjd över 4500 meter, utfördes av den brittiske stuntmannen Simon Crane. Stunttricket har en plats i Guinness Rekordbok som det dyraste stunttricket någonsin i en film.

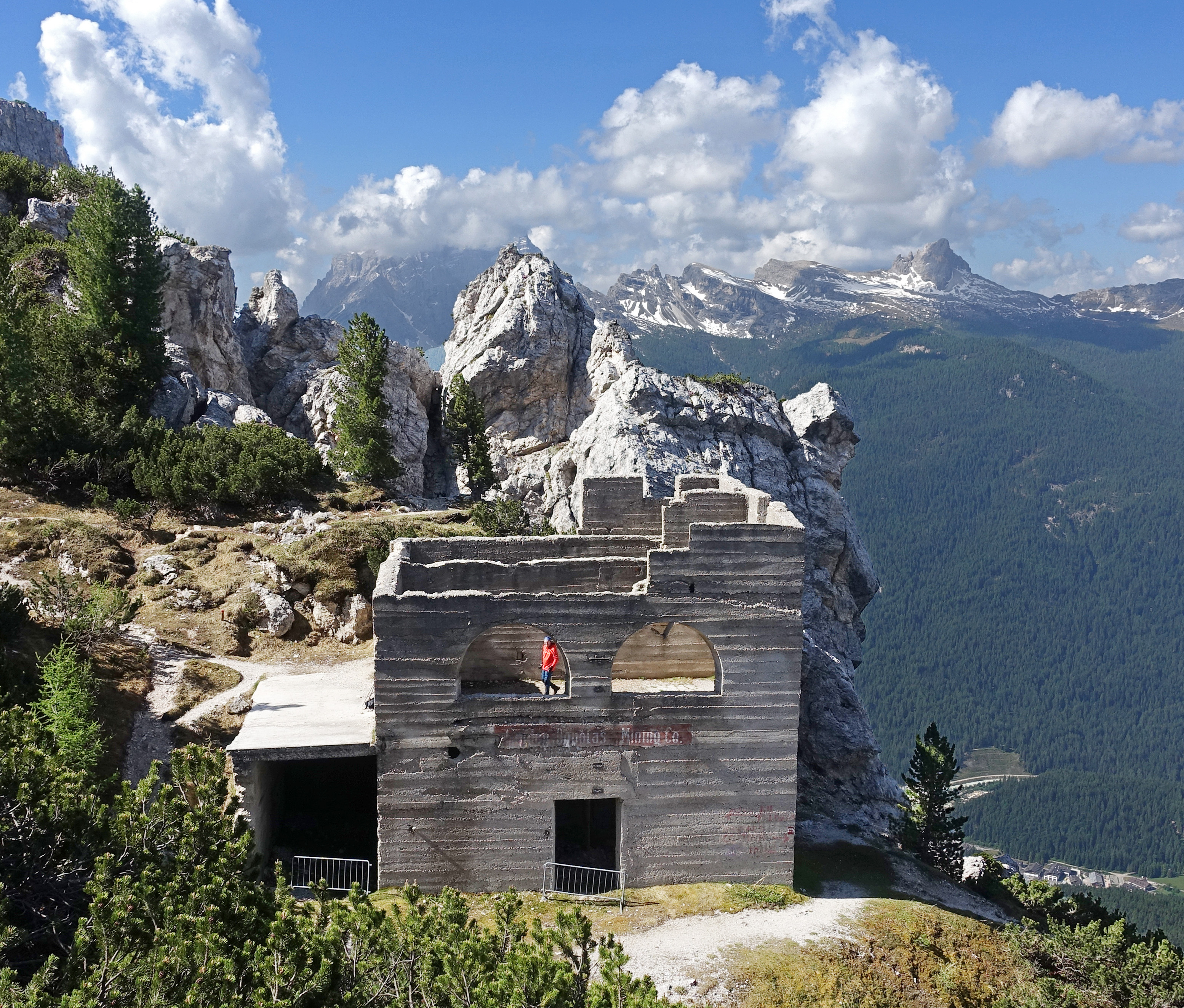
Husbyggnad i Cortina d'Ampezzo som användes under inspelningen.

Under inspelningen av inledningsscenen, när Sarah glider ur Gabe Walkers grepp och faller mot sin död, så släpptes den amerikanska stuntskådespelerskan Georgia "Gia" Phipps 165 meter över en 300 meter djup bergsklyfta fastsatt i en fem millimeter tjock klättringskabel, för att sedan hissas upp igen.
Filmbolaget Carolco Pictures som producerade filmen hade först planerat att göra en orkan-katastroffilm betitlad Gale Force, regisserad av Renny Harlin och med Sylvester Stallone i huvudrollen, som i en första manusversion författad av David Chappe handlade om en ensam man som försvarar en kuststad mot en grupp banditer. En andra manusversion, författad av Joe Eszterhas (som tidigare legat bakom manuset till 1992 års Carolco Pictures-producerade kommersiella succéfilm Basic Instinct – iskallt begär), behöll endast orkanen men var annars tänkt som ett film noir-drama. Carolco Pictures kände dock att de inte kunde sälja Eszterhas mer konstnärliga triangeldrama till sina utländska distributörer, vilket ledde till att även han hoppade av projektet. När ytterligare två manusförfattande lag togs in så hoppade istället Renny Harlin av projektet för att istället gå vidare till Cliffhanger, och Sylvester Stallone, som hade ett långtidskontrakt med Carolco Pictures, följde även han med till det nya filmprojektet.

## Mottagande
Filmen var en publik framgång och spelade in över 250 000 000 dollar på en budget på 70 000 000 dollar. Den var framförallt populär utanför USA, i huvudsak i Europa, och spelade in omkring 170 000 000 dollar utanför den amerikanska marknaden, jämfört med omkring 84 000 000 dollar på hemmaplan. Filmen nominerades till tre Oscarsstatyetter vid Oscarsgalan 1994, för bästa ljud, bästa ljudredigering och bästa specialeffekter, men förlorade i alla tre kategorierna till Jurassic Park. Filmen nominerades dessutom till fyra Golden Raspberry Awards vid 1994 års gala på Hollywood Roosevelt Hotel, för sämsta film, sämsta manliga biroll (John Lithgow), sämsta kvinnliga biroll (Janine Turner) och sämsta manus (Michael France och Sylvester Stallone), men kammade även under denna gala noll bland statyetterna. Filmen erhöll också en nominering till japanska filmakademins pris (Nippon Akademī-shō) för bästa utländska film vid 1993 års gala men förlorade i kategorin till Jurassic Park. Innan filmen hade allmän premiär i Los Angeles och New York den 28 maj 1993 förhandsvisades den vid filmfestivalen i Cannes den 13 maj 1993 i en särskild visningskategori utanför tävlan.

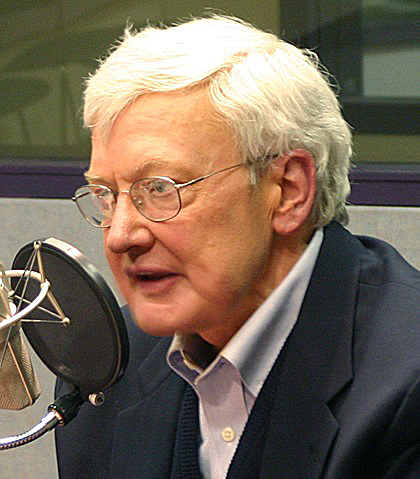
Filmkritikern Roger Ebert var positivt inställd till filmen och tyckte att den, trots sin icke trovärdiga handling, levererade precis vad den utannonserat i form av överdådiga stunttrick och specialeffekter.

Den amerikanske filmkritikern Roger Ebert vid Chicago Sun Times gav filmen en positiv recension, och tre stjärnor av fyra möjliga i betyg. Ebert menade förvisso att handlingen inte var det minsta trovärdig men att detta inte spelade någon roll eftersom filmen levererade vad den utlovat genom överdådiga stunttrick och specialeffekter, och att det var underhållning nog för publiken. Ebert beskrev en av filmens inledande scener, när en av rollfigurerna tar sig över från ett flygplan till ett annat i luften med hjälp av en vajer, som en slags blandning mellan Coopers kupp (1981) och Alive (1993). Han poängterade även att en av filmens bedrifter är att övertyga publiken om att Lithgow och Stallone är jämbördiga kombattanter. Marjorie Baumgarten vid Austin Chronicle var även hon positivt inställd till filmen och gav den tre och en halv poäng av fem möjliga. Hon menade dock att filmens svagare stycken är när den pausar för dramatiska ögonblick, som hon jämförde med små korta teaterpjäser uppe på bergstopparna. Enligt Baumgarten behövs det inga psykologiska nyanser för att driva filmens handling framåt.
Desson Howe vid Washington Post var inte lika imponerad av filmen och menade att den gav alltför mycket utrymme till brutalitet på bekostnad av hisnande bergsklättringsscener, och att den framstod som en modern motsvarighet till den gamla romerska praktiken att kasta kristna till lejonen (damnatio ad bestias). Om man kan motstå denna "sjaskigt blodiga våldsfest" så borde man, enligt Howe, känna sig stolt över sig själv. Howe gjorde även narr av regissören Renny Harlins uttalade önskan om att gå lite mer på djupet gällande karaktärsutveckling och porträtterandet av mellanmänskliga relationer, jämfört med hans tidigare film Die Hard 2, genom att peka ut Janine Turners karaktär Jessie Deighan som han menade tjöt som en "bimbo i nöd" när hon såg en grotta full av fladdermöss och hela tiden avslöjade sin egen position för skurkarna genom att ropa efter Sylvester Stallone. Howe tyckte inte att vi skulle behöva hålla utkik i framtiden gällande visningar av Cliffhanger på feministiska filmfestivaler. Kenneth Turan vid Los Angeles Times menade att medan de högtflygande stunttricken i filmen är av bästa möjliga slag så faller den ändå platt mot marken så fort den oundvikliga dialogen kommer in i bilden. Filmens dramaturgiska struktur skulle, enligt Turan, te sig svag även i en serietidning. Han menade även att filmen saknade minnesvärda skådespelarprestationer och att inte ens den annars så duktige John Lithgow (som även spelade skurk i 1993 års The Wrong Man, och enligt Turan med bravur) kunde göra någonting vettigt med en rollfigur som tycktes vara skriven för Alan Rickman.
Sylvester Stallone har i efterhand medgett att testpublikens mottagande av den första versionen av filmen hade varit alarmerande negativt, framförallt på grund av att en del scener och stunttrick var alltför orealistiska, framförallt gällande en scen där Stallones rollfigur Gabe Walker hoppar från en bergsklippa till en annan över en bergsklyfta. Denna scen redigerades bort för bioversionen men förekom i en trailer för filmen.
Trots att filmen var en stor kommersiell framgång så erhöll filmbolaget bakom den, Carolco Pictures, endast en liten del av vinsten på grund av att de endast var minoritetsägare av filmproduktionen. På grund av skulder från tidigare påkostade filmproduktioner så hade de anordnat med hjälp till finansieringen från det amerikanska distributions- och produktionsbolaget TriStar Pictures, japanska elektroniktillverkaren Pioneer, franska filmbolaget Le StudioCanal+ och italienska mediagruppen RCS MediaGroup (Rizzoli-Corriere della Sera). Mitt under produktionens gång så nådde Carolco Pictures även en finansiell överenskommelse med Credit Lyonnais Bank Nederland N.V.. Två år efter det att Cliffhanger hade gått upp på biograferna så gick Carolco Pictures i konkurs i samband med produktionen av 1995 års äventyrskomedi Cutthroat Island, även den filmen regisserad av Renny Harlin, som var ett stort publikt och finansiellt misslyckande.

## Röster om filmen
I en intervju med mediebolaget Den of Geek! 2014 sade John Lithgow, som spelar filmens huvudskurk Eric Qualen, att Cliffhanger var "den roligaste filmen han någonsin medverkat i", men han tyckte samtidigt att hans egna skådespelarinsats i filmen var "hemsk", men att det inte spelade någon roll eftersom rollen var så rolig att gestalta. Rollen som Eric Qualen, en brittisk före detta militär underrättelsetjänsteman som bytt sida och istället slagit sig in på brottets bana, var den första i en rad av skurkroller som Lithgow porträtterade på film. Lithgow var även nöjd över att ha fått medverka i en slagsmålsscen mot självaste Sylvester Stallone.
| ”                                                            | Jag fick göra en lång utdragen och dräpande slagsmålsscen mot Sylvester Stallone. Alla skådespelare borde få ha så kul någon gång. Du kan slå honom så hårt du kan, och han får aldrig nog. | „ |
| – John Lithgow om sin slagsmålsscen mot Sylvester Stallone., | |   |

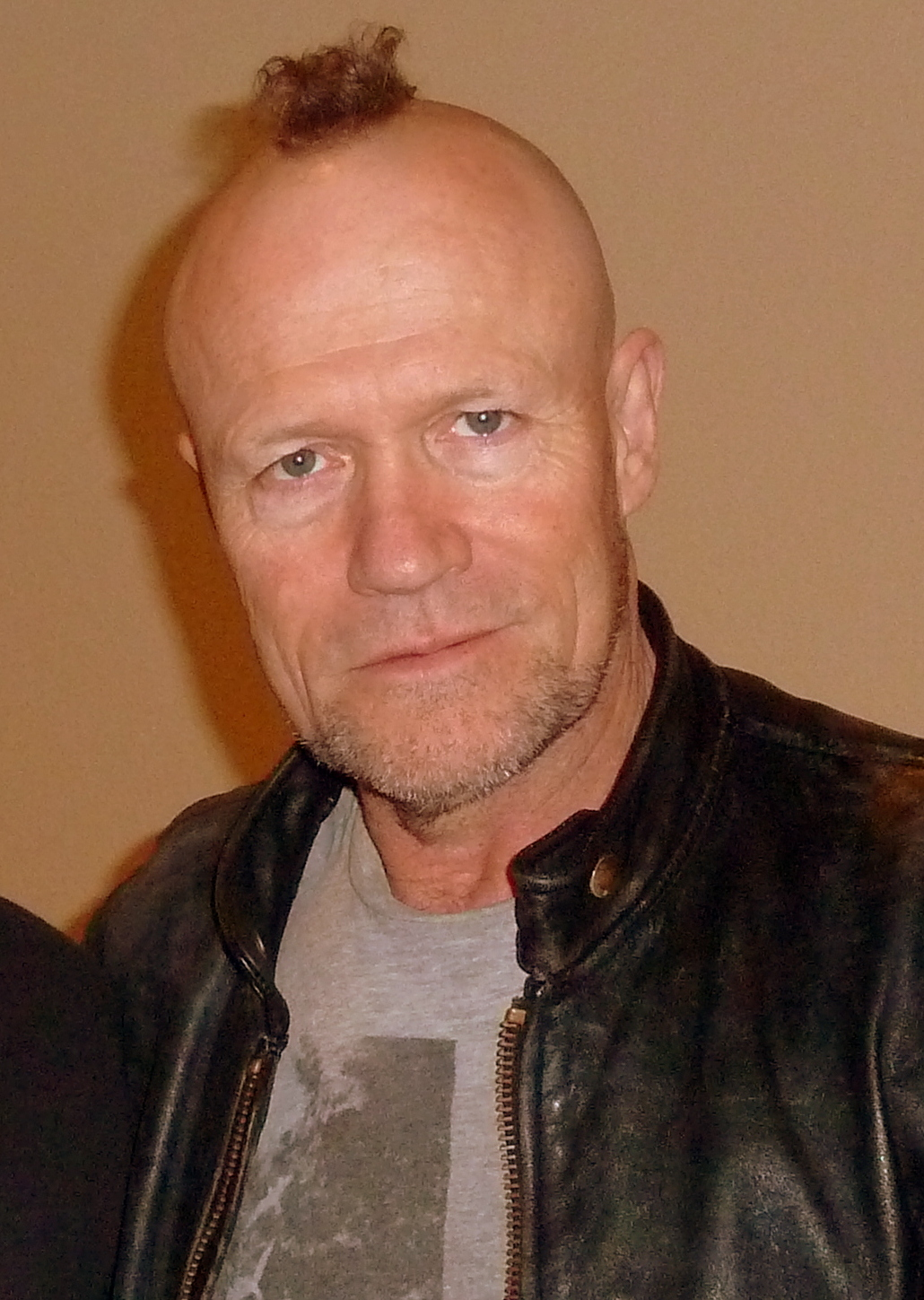
Michael Rooker.

Michael Rooker, som spelar bergsklättraren Hal Tucker i filmen, menade i en intervju med Daily Mail 2014 att filminspelningen uppe i de italienska bergen hade varit "galen" och inte helt ofarlig för de inblandade skådespelarna och för det medföljande produktionslaget. Rooker erinrade sig en särskild händelse när de var strandsatta på en klippa under ett åskväder.
| ”                                                 | Vi befann oss bokstavligen talat på kanten av en platå varifrån det var ett fall på omkring 3000 meter och vi kunde se en storm närma sig på flera kilometers avstånd. Beslutet från produktionslaget var att stanna kvar och försöka filma en sista scen, och sedan skulle vi ta oss så långt därifrån som möjligt. När vi väl var klara att filma så var det redan försent. Vi fastnade mitt i en elektrisk storm, med blixtar som slog ner i bergstopparna runt omkring oss. Enda skyddet var att tränga ihop oss i ett tält och håret på våra huvuden stod rakt upp i luften på grund av elektriciteten. Det smällde i luften runt omkring oss... de gjorde ett nödanrop och helikoptrar kom och hämtade oss. Vi höll på att bli grillade. När jag ser tillbaka på det så var det en spännande och uppiggande upplevelse, men samtidigt så höll vi nästan på att stryka med. | „ |
| – Michael Rooker om inspelningen av Cliffhanger., | |   |

Enligt Rooker så drabbades han själv och resten av produktionslaget också av höjdsjuka under inspelningen av filmen, vilket ledde till att de var tvungna att gå ner från omkring 3000 meters höjd till 2400 meters höjd. Även den brittisk-australiska skådespelerskan Caroline Goodall, som spelar piloten Kristel i filmen, tyckte att inspelningen av filmen hade varit tuff, vilket hon berättade i en intervju med Los Angeles Times 1994.
| ”                                                   | Den tuffaste dagen för mig var när jag fick ligga med ansiktet nere i snön i 14 timmar och låtsas vara död samtidigt som helikoptern snurrade runt och runt och runt. Produktionslaget var flera kilometer bort och jag kommunicerade med dem genom en walkie-talkie. Jag kunde inte röra mig, jag var helt genomvåt, och jag lyssnade efter helikoptern . . . som flyger åt andra hållet. Walkie-talkien sprakade: "nej, vi gillade inte den tagningen, försök igen". Jag ville ta livet av någon, men jag kunde inte, för det fanns ingen i närheten. Efter den filmen så tror jag inte att någonting någonsin kommer att kännas lika tufft igen. | „ |
| – Caroline Goodall om inspelningen av Cliffhanger., | |   |

## Musik
Musiken till filmen komponerades av den sydafrikanske filmkompositören Trevor Jones och framfördes av London Philharmonic Orchestra (ledd av David Snell) vid Cine-Tele Sound (CTS) Studios London i London, England. Året innan Cliffhanger hade premiär, 1992, så hade Jones komponerat musiken till filmen Den siste mohikanen och han inkorporerade delar av den filmens musikaliska huvudspår (Main Title) i huvudspåret till Cliffhanger (Cliffhanger Theme).
Jason Ankeny som recenserade musiken å AllMusics räkning gav skivan tre och en halv stjärna av fem möjliga och tyckte att den grandiosa musiken på ett levande sätt fångade den uråldriga striden mellan människan och naturen, samt att den passade utmärkt in jämte filmens bergsterränger och jämte de överdrivna äventyrsscenerna. Han gav även en eloge till London Philharmonic Orchestra som han menade på ett särskilt imponerande sätt skänkte musiken en inre intensitet som på ett perfekt sätt matchade actiongenren.
Filmmusiken till Cliffhanger har släppts till försäljning tre gånger, genom Scotti Bros. Records/BMG Music den 23 maj 1993, på en utökad utgåva genom Intrada Records den 21 februari 2011, samt på en samlingsutgåva av La-La Land Records den 31 januari 2017.

### Låtlista
(Scotti Bros. Records – 72392 75417-2. USA: 1993.)

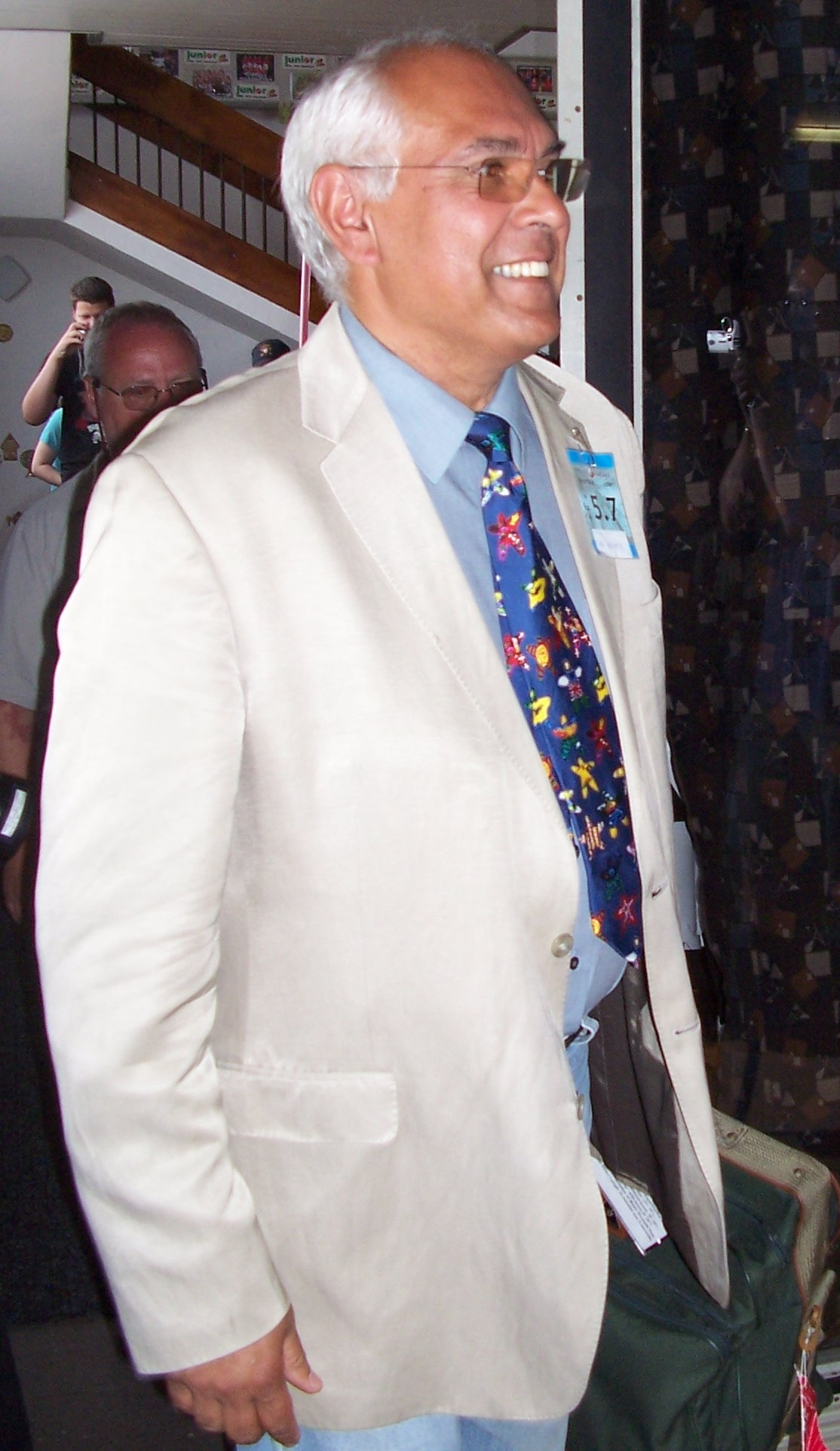
Trevor Jones.

Alla låtar är skrivna och komponerade av Trevor Jones. 
| Nr           | Titel              | Längd |
| ------------ | ------------------ | ----- |
| 1.           | Cliffhanger Theme  | 3:52  |
| 2.           | Sarah's Farewell   | 2:14  |
| 3.           | Sarah Falls        | 3:51  |
| 4.           | Gabe Returns       | 1:16  |
| 5.           | I Understand       | 1:55  |
| 6.           | Sunset Searching   | 1:40  |
| 7.           | Tolerated Help     | 1:19  |
| 8.           | Base Jump          | 2:57  |
| 9.           | Bats               | 4:09  |
| 10.          | Two Man Job        | 2:23  |
| 11.          | Kynette Is Impaled | 2:08  |
| 12.          | Fireside Chat      | 4:01  |
| 13.          | Frank's Demise     | 0:34  |
| 14.          | Rabbit's Hole      | 2:36  |
| 15.          | Icy Stream         | 1:34  |
| 16.          | Jessie's Release   | 1:38  |
| 17.          | Helicopter Fight   | 5:13  |
| 18.          | End Credits        | 7:22  |
| Total längd: | Total längd:       | 50:42 |

## Övrigt

### Lagringsmedium
Filmen släpptes som DVD-utgåva den 13 juni 2000 och på Blu-ray den 12 januari 2010. Filmen gavs även ut på Ultra HD Blu-ray (4K UHD Blu-Ray) den 15 januari 2019.

### TV-spel
Samma år som filmen släpptes kom det också ut ett TV-spel med samma namn som var baserat på filmen. Spelet, som producerades av bolagen Spidersoft och Malibu Interactive och gavs ut av Sony Imagesoft och Psygnosis, släpptes på spelkonsolerna Amiga, Sega Mega Drive, Mega-CD, SNES, NES, Game Boy och Sega Game Gear. Spelet togs emot med överväldigande negativa omdömen. Det belönades bland annat med 1994 års titel för sämsta omarbetning från film till spel av den amerikanska speltidskriften Electronic Gaming Monthly som gav spelet 4.75 poäng av 10 möjliga i betyg till SNES-versionen och 3 poäng av 10 möjliga till NES-versionen. Den brittiska speltidskriften Mega kallade spelet "en verkligt vedervärdig bit programvara" ("a truly disgusting piece of software").

### Parodi
Filmens inledningsscen, när Sarah glider ur Gabe Walkers grepp och faller mot sin död, parodieras i en scen i filmen Ace Ventura – Den galopperande detektiven rider igen från 1995. I filmens inledningsscen slutar ett misslyckat räddningsuppdrag i Himalaya med att en tvättbjörn glider ur Ace Venturas (Jim Carreys) grepp och faller mot sin död. Räddningshelikoptern, som avvisas av Ace Ventura, är röd precis som den i Cliffhanger och anländer dessutom till liknande pampig musik. Efter händelsen så bearbetar Ace Ventura sin sorg som tibetansk munk, till skillnad från Gabe Walker som istället arbetade i Denver efter Sarahs död.

### Möjliga inspirationskällor

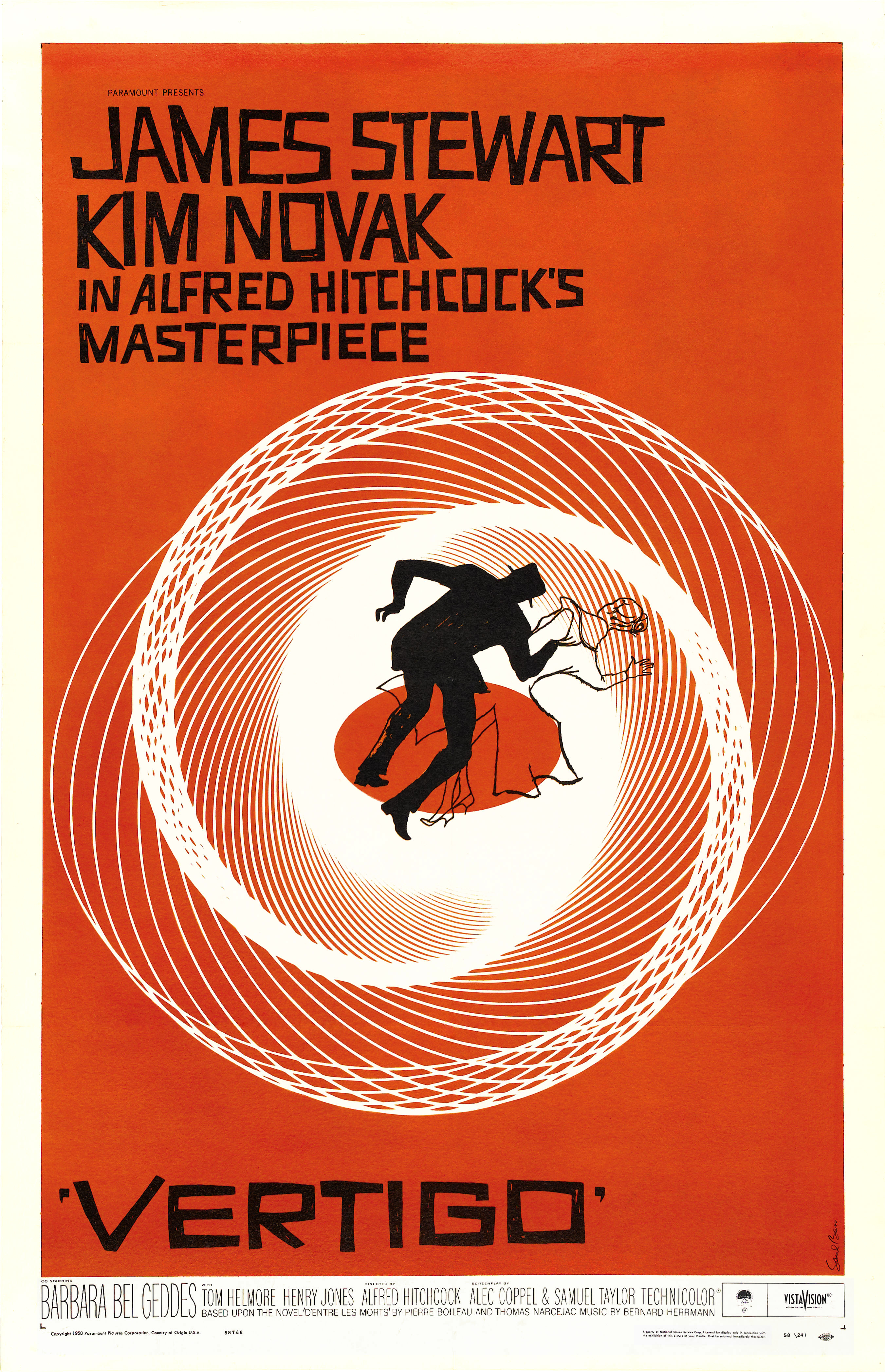

Upplägget i filmen, med inledningsscenen där Sarah glider ur Gabe Walkers grepp och faller mot sin död och Gabes efterföljande paus från sitt arbete vid Rocky Mountain Rescue, har tydliga likheter med upplägget i Alfred Hitchcocks psykologiska film noir-thriller Studie i brott från 1958 (vars originaltitel Vertigo betyder "svindel"). I inledningsscenen i Studie i brott så leder polismannen John "Scottie" Fergusons (James Stewarts) svindel till att han misslyckas med att rädda en kollega från att falla mot sin död från ett hustak i San Francisco, med det efterföljande resultatet att han drar sig tillbaka från polisyrket.
Filmen har även vissa likheter med äventyrsfilmen Flygplan störtar från 1955, regisserad av Abner Biberman och med Julie Adams i en av de ledande rollerna, där två män ger sig upp i Klippiga bergen i Colorado efter att ett passagerarflygplan störtat för att undsätta eventuella överlevande. Väl framme vid flygplansvraket så börjar det konspireras över en stor summa pengar som funnits ombord.

### Fotnoter
1. 1 2  ”Cliffhanger”. Box Office Mojo. http://www.boxofficemojo.com/movies/?id=cliffhanger.htm. Läst 14 september, 2019.
2. ↑  Cliffhanger, shooting draft The Daily Script (dailyscript.com). Läst 12 september, 2019.
3. 1 2  "FILM / A faith that can move mountains: Interview: From Finnish beginnings, the director Renny Harlin has scaled the heights of Hollywood." Johnston, Sheila. The Independent. 4 juni, 1993. Läst 12 september, 2019.
4. ↑  Filmens eftertexter
5. ↑  ”Making a Movie Out of a Mountain : Climbers Give High Marks to 'Cliffhanger's' Realistic High-Altitude Action Sequences”. http://articles.latimes.com/1993-06-02/entertainment/ca-42466_1_high-country. Stall, Bill. Los Angeles Times. 2 juni, 1993. Läst 12 september, 2019.
6. 1 2 3 4  Cliffhanger (1993) — History AFI Catalog – American Film Institute (catalog.afi.com). Läst 19 september, 2019.
7. ↑  "Renny Harlin tricked Sylvester Stallone into facing his fear of heights for Cliffhanger" Daily Express. 21 februari, 2013. Läst 19 september, 2019.
8. 1 2  Cliffhanger på IMDb.com
9. ↑  "Stuntwomen say work’s tough, finding next job even tougher" Variety Staff. Variety. 22 juli, 1993. Läst 15 september, 2019.
10. ↑  Sylvester Stallone's Gale Force -- The actor's hurricane themed movie gets pushed aside Arkiverad 14 augusti 2020 hämtat från the Wayback Machine. Thompson, Anne. Entertainment Weekly. 4 oktober, 1991. Läst 15 september, 2019.
11. ↑  ”The 66th Academy Awards (1994) Nominees and Winners”. oscars.org. http://www.oscars.org/oscars/ceremonies/1994. Läst 11 september 2025.
12. ↑  ”THIN PEAKS 'CLIFFHANGER' HAS ITS ADRENALINE, BUT OH, THAT SCRIPT . . .”. The Buffalo News. 27 maj 1993. http://buffalonews.com/1993/05/28/thin-peaks-cliffhanger-has-its-adrenaline-but-oh-that-script/. Läst 11 september, 2019.
13. ↑  ”FILM; Death is Hard . . . Reincarnation Is Easy”. https://www.nytimes.com/1994/06/12/movies/film-death-is-hard-reincarnation-is-easy.html. Broeske, Pat. H. New York Times. 12 juni, 1994. Läst 11 september, 2019.
14. ↑  Cliffhanger (1993) – Details AFI Catalog – American Film Institute (catalog.afi.com). Läst 10 november, 2019.
15. ↑  Festival de Cannes: Cliffhanger Arkiverad 12 oktober 2012 hämtat från the Wayback Machine. festival-cannes.com. Läst 10 november, 2019.
16. ↑  "Cliffhanger Movie Review & Film Summary (1993) | Roger Ebert" Ebert, Roger (rogerebert.com). 28 maj, 1993. Läst 11 september, 2019.
17. ↑  "Cliffhanger – Movie Review" Baumgartner, Marjorie. Austin Chronicle. juni 4, 1993. Läst 11 september, 2019.
18. ↑  'Cliffhanger' Howe, Desson. Washington Post. 28 maj, 1993. Läst 11 september, 2019.
19. ↑  "Movie Reviews : Not Much Plot to Hang Onto : ‘Cliffhanger’ has plenty of mayhem, high-flying stunts and sadistic fight scenes, but the story falls short." Turan, Kenneth. Los Angeles Times. 28 maj, 1993. Läst 14 september, 2019.
20. ↑  ”Stallone answers December 9th & 10th Questions in a double round – plus Harry's Seen ROCKY BALBOA...”. aintitcool.com. http://www.aintitcool.com/node/30932. Läst 11 september, 2019.
21. ↑  ”COMPANY TOWN : SEC Filings Show Carolco Has Little to Sing About : Movies: The company expects to lose money this year and next, despite a major financial reorganization negotiated last year.”. http://articles.latimes.com/1994-08-30/business/fi-32931_1_financial-reorganization. Bates, James. Los Angeles Times. 30 augusti, 1994. Läst 16 september, 2019.
22. ↑  Prince, Stephen (2000) A New Pot of Gold: Hollywood Under the Electronic Rainbow, 1980–1989 (sid. 148). University of California Press, Berkeley/Los Angeles, Kalifornien. ISBN 0-520-23266-6.
23. ↑  "The biggest box office flop from the year you were born" Shaw, Gabbi. Insider. 27 februari, 2018. Läst 16 september, 2019.
24. ↑  "John Lithgow: "I was just dreadful" in Cliffhanger" Brew, Simon. Den of Geek!, 1 september, 2014. Läst 10 september, 2019.
25. ↑  "'We were all nearly killed!': Cliffhanger star Michael Rooker reveals truth behind deadly shoot for Nineties blockbuster with Sylvester Stallone" Lewis, Maria. Daily Mail. 22 mars, 2014. Läst 10 september, 2019.
26. ↑  "She’s a Class Act--in Three Countries" Kronke, David. Los Angeles Times. 13 december, 1994. Läst 15 september, 2019.
27. 1 2  Ankeny, Jason. ”Cliffhanger – Original Motion Picture Soundtrack)” (på engelska). AllMusic. http://www.allmusic.com/album/cliffhanger-original-motion-picture-soundtrack-mw0000096846. Läst 14 september, 2019.
28. 1 2  Cliffhanger (Original Motion Picture Soundtrack) discogs.com. Läst 14 september, 2019.
29. ↑  Cliffhanger discogs.com. Läst 14 september, 2019.
30. ↑  Cliffhanger (Music From The Motion Picture) discogs.com. Läst 14 september, 2019.
31. ↑  ”Cliffhanger DVD Release Date”. DVDs Release Dates. https://www.dvdsreleasedates.com/movies/520/Cliffhanger-(1993).html. Läst 16 september, 2019.
32. ↑  ”Cliffhanger” (på svenska). Nintendomagasinet (Kungsbacka: Atlantic) (1 1994):  sid. 30–31. januari 1994. Läst 30 april 2014.
33. ↑  Electronic Gaming Monthly's Buyer's Guide. 1995.
34. ↑  Mega, nr. 20, sid. 44, maj 1994.
35. ↑  Ace Ventura – Den galopperande detektiven rider igen – Trivia (spoilers) IMDb.com. Läst 14 september, 2019.
36. ↑  Vertigo (1958) – Synopsis AFI Catalog – American Film Institute (catalog.afi.com). Läst 21 september, 2019.
37. ↑  The Looters (1955) – Synopsis AFI Catalog – American Film Institute (catalog.afi.com). Läst 21 september, 2019.

### Engelska originalcitat
1. ↑  "I realised mountain movies are very boring, because mountain climbing is so slow. In most of them the shots are quite simple because somehow just getting them is difficult enough. I decided that, if I was going to do this film, I would move the camera all the time and create a vertigo feeling for the audience."
2. ↑  "It was the most fun movie I had ever done."
3. ↑  "I was just dreadful in that film, but that didn't matter. It was such fun."
4. ↑  "I got to have a great big knock-down drag-out fight with Sylvester Stallone. Every actor should have that much fun at some point. You can hit him as hard as you can, and it's never enough for him."
5. ↑  "We were literally on the edge of this plateau where there was a drop off of about 10,000ft and we could see this storm coming from miles away. The decision from the crew was to stay and try and get this one last shot, then we'd get the hell out of there. By the time we set it up it was already too late. We were stuck in the middle of an electric storm, with lightning hitting the mountain tops all around us. The only protection was huddling together in this tent where our hair was standing on end because of the electricity. The air was popping all around us... they made an emergency call and had helicopters come up and get us. We were about to get electrocuted. Looking back on it, it was exciting and exhilarating, but at the same time we were all nearly killed."
6. ↑  "The toughest day for me was lying in the snow face down for 14 hours pretending to be dead as this helicopter went 'round and 'round and 'round. The crew was miles away, and I was communicating with a walkie-talkie. I couldn't move, I was absolutely soaked, and I was listening for the helicopter . . . and it's going the other way. The walkie-talkie would crackle, 'No, we didn’t like that one, try again.' I wanted to kill someone, but I couldn't, because there was no one near me. After that movie, I don't think anything will ever be quite so tough again."